# キリスィマスィ島
キリスィマスィ島 (Kiritimati) 、またはクリスマス島 (Christmas Island) は、キリバス共和国の島である。面積は388km2で、珊瑚礁の島としては最大級。名前の由来はイギリスのジェームズ・クックが1777年のクリスマスにこの島に到達したことによる。この地域は地球上で最も早く新しい1日が始まる時間帯「UTC+14」を採用している。
ローマ字読みにより「キリティマティ島」との表記もあるが、ti（Christmas の s の音写）はキリバス語ではティではなくスィに近い発音である。

## 住民
クックによる発見以前は、ポリネシア人が一時的に港として利用していたが、定住者はいなかった。現在の住民は大部分がミクロネシア人で、キリバス本土ギルバート諸島と同じミクロネシア系のキリバス語（もしくは英語）を話す。ただし、島は地理的には、ミクロネシアに属するギルバート諸島とは異なり、ポリネシアに属する。

### 集落
- タブケア
- ロンドン
- バナナ
- ポーランド

## 産業
主な産業は観光業（スクーバダイビングなどのレジャー産業やバードウォッチング）と特産品である天日塩製造。後者は「クリスマス島の塩」として有名で、カルビーがこの塩を使ったポテトチップスを期間限定で販売することもある。

## 交通
フィジーの航空会社フィジー・エアウェイズがホノルル - ナンディ間を飛ぶボーイング737型機を週一便キリスィマスィ島に寄港させる路線を2010年5月に再開。キリスィマスィ島のカシディー国際空港の滑走路の状態が安全基準に達していないのを理由に2008年9月から一時路線休止されていた。また、キリバスのタラワからキリバス航空（運航はナウル航空）が週一便飛んでいる。

## 核実験
1957年 - 1958年にイギリスが、1962年にアメリカが、それぞれ大気圏内核実験を行った。回数は合計で20回以上に上る。
特にアメリカの核実験は、2ヶ月半の間に24回も行われるなど規模の大きいものであった。
実験は全て島の南東側、もしくは島から離れた海上の高空で行われ、さらに卓越した東よりの貿易風のために、島に放射線の影響は少なかったとされるが、当時の島民、又実験に立ち会った多くのイギリス人兵士の間に放射能によるものと思われる疾病が後に広まり、実験期間中キリスィマスィ島で役務についていた部隊から訴訟が起こされることになる。

## 日本による宇宙開発利用

### ロケットの追跡局
クリスマス島は、日本のロケット射場である種子島や内之浦から人工衛星を静止軌道に打ち上げる際の東向きの軌道が島のほぼ真上に設定されており、ロケット打ち上げ後の追跡やテレメトリ受信の地上局の立地として都合がよかった。1976年（昭和51年）、島の南東部の北向きの海岸近くに宇宙開発事業団（NASDA、現JAXA）のダウンリンク局が設立された。翌1977年1月に設備が完成、同年2月のN-Iロケット3号機の打ち上げから使用され、同ロケットに搭載されていたきく2号は日本初の静止衛星となった。H3ロケットの開発に合わせて設備が更新された。

### HOPE-Xプロジェクト
ハワイと同経度、北緯1.5°という赤道直下に位置するため、宇宙開発事業団（NASDA）の無人宇宙往還機であるHOPE-Xの着陸実験場がここに計画された。同事業団はキリバスと協定を結び、放棄されていたイーオン飛行場 (Aeon Airfield) を2000年から20年間無償借用する予定であったが、HOPE-Xプロジェクト自体が凍結（事実上の中止）となったため、着陸実験場の計画も消滅した。2002年9月から11月にかけて、HOPE-Xプロジェクトの一環である高速飛行実証実験 (HSFD) フェーズI飛行実証が行われた。